# Annika Leone
Annika Nicolina Leone, född 26 november 1974 i Sundbyberg, är en svensk frilansskribent, författare och bloggare.
Leone har skrivit Bara rumpor-barnböckerna som handlar om nakenhet och olika slags kroppar.
Hon var tidigare redaktör för Expressens söndagsbilaga Hallå!, tf redaktör för Expressens fredagsbilaga Expressen Fredag och chefredaktör för tidningen Solo och nöjesredaktör för Vecko-Revyn. Annika Leone var även en återkommande gäst i morgonshowen VAKNA! Med The Voice på NRJ, där hon hissar och dissar. Under åtta bloggade Leone på först Mama, följt av Amelia och sen Femina.

## Karriär
- 1994-2003: bildassistent, reporter och redaktör, Vecko-Revyn.
- 2004: chefredaktör, Solo.
- 2005-2007: redaktör, Expressen Fredag.
- 2007-: redaktör, Expressens Hallå!
- 2013-2019: bloggare på Mama
- 2019-2020: bloggare på Amelia
- 2020-2021: bloggare på Femina